# Receptor za prepoznavo vzorcev
Receptorji za prepoznavo vzorcev, tudi vzorčno prepoznavni receptorji ali receptorji PRR (angleško pattern recognition receptors), so receptorji, odgovorni za prepoznavanje mikroorganizmov v telesu, in sicer prepoznavajo strukture, ohranjene med različnimi vrstami mikroorganizmov, ki se imenujejo s patogeni povezani molekulski vzorci (vzorci PAMP, angl. pathogen-associated molecular patterns). Nedavni dokazi kažejo tudi na njihovo prepoznavanje endogenih, telesu lastnih molekul, ki se sprostijo iz poškodovanih celic; prepoznavali naj bi t. i. s poškodbo povezane molekulske vzorce (vzorci DAMP, angl. damage-associated molecular patterns). Med vzorčno prepoznavne receptorje spadajo tolični receptorji, RIG-u podobni receptorji, NOD-u podobni receptorji in lektinski receptorji tipa C.

## Vloga v imunskem sistemu
Molekule PAMP (na primer lipopolisaharidi, peptidoglikani, dvojnovijačna RNK) so navadno v notranjosti mikrobov in se sprostijo v okolico šele ob njihovem razpadu. Navzočnost PAMP je pogoj za napad prvega vala imunskega odziva, to je aktivacijo fagocitnih celic, kateri sledi vnetje in aktivacija drugega, specifičnega vala imunskega odziva, katerega nosilci so limfociti. Fagocitne celice vsebujejo receptorje PRR na svoji površini in z njimi prepoznavajo molekule tujkov. Brez delovanja PAMP na receptorje PRR ne pride do aktivacije fagocitnih celic, pospešene fagocitoze, makrofagnega predstavljanja antigenov limfocitom T niti do migracije makrofagov v področne bezgavke.
Receptorji PRR se odzovego hitro in spodbudijo nastajanje provnetnih citokinov in interferonov, ki so bistveni za sprožitev nadaljnih odzivov imunskega sistema. Receptorji PRR so prisotni tako pri vretenčarjih kot nevretenčarjih; pri slednjih so številčnejši, vendar so v genomih vretenčarjev prav tako našli več kot 30 genov, ki zapisujejo receptorje PRR. Študije na ljudeh in miših so pokazale, da nekateri polimorfizmi genov za receptorje PRR vplivajo na imunski odziv osebka in na njegovo dovzetnost za bolezni. 